# Guro
Guro (jap. グロ; skrócona wersja słowa グロテスク – "groteska") – charakterystyczny styl japońskiego komiksu, animacji lub filmu, którego głównym tematem jest groteskowo wyolbrzymiona przemoc, a także wszelkiego typu makabryczne zjawiska. W przeciwieństwie do ero-guro nie zawiera jakichkolwiek wątków erotycznych.
Osoby oglądające guro nazywa się przymiotnikiem guroi (jap. グロい), co z japońskiego oznacza groteskowy, obrzydliwy, wstrętny.
Przykładowa tematyka:
- amputacje
- kanibalizm
- ludzkie hybrydy
- zwłoki zwierząt i ludzi
- modyfikacje ciała
- skatologia

Autorzy:
- Waita Uziga
- Shintaro Kago
- Suehiro Maruo